# 司馬朗
司馬 朗（しば ろう、建寧4年（171年） - 建安22年（217年））は、後漢時代末期の政治家。字は伯達。秦末の殷王司馬卬の末裔。司馬防の長男。司馬懿・司馬孚らの長兄。

## 生涯
彼は厳格な父の司馬防に厳しく育てられたという。彼が9歳になった時のことである。父の友人が父の字を呼んだので、司馬朗はその人に対して言った。「他家の親を軽率に呼ぶ人はご自身の親も軽視しているのです」、と。その父の友人はあまりの恥で顔を上げられなかったという。
彼が12歳になった時、経典の暗記で見事に及第して、童子郎となる。しかし、ある人が司馬朗に対して、「君は、12歳の割には随分と大きい体をしている。本当は12歳ではないのだろう？」と問い詰めた。しかし、彼は「わが家は先祖代々、体格の大柄の家系ですし、このわたしは若輩者ですが、生来出世心を持っておりません」と明確に答えたという。
初平元年（190年）に洛陽が董卓に占拠された時のことである。治書御史を務めた父は司馬朗に対し、家族を引き連れて故郷に戻るように命じた。ところがある者が董卓に向かって「司馬朗は郷里に戻ろうとしています」と讒訴した。そのために司馬朗は逮捕され、董卓の前に曳き出された。董卓は彼に対して「お前は先年に死んだわしの息子と同じ年だ。何故、わしを見放すような真似をするのか？」と問うた。司馬朗は答えた「今の世の中は混乱に極めております。私も郷里もこのままでは退廃する恐れがあり、いずれ民は飢えで亡くなるでしょう」。董卓も堂々とした態度を示した司馬朗を評価したという。
しかし、司馬朗は董卓の身の破滅を直感したので、董卓の腹心らに賄賂を渡して、それが巧くいったので、彼は逸早く一族を引き連れて郷里に逃げたという。
数え22歳の時に、曹操が召し寄せて司空掾属とし、成皋県令などの地方官吏を歴任した（記述はこのとおりであるが、曹操が司空に任命されたのは196年であり、没年から逆算すると26歳になるので、年齢が合わない。記述のミスか、年齢をごまかしていたか、どちらかなのであろう）。しかし、病のために職を辞した。後に、病が快方して堂陽県令に復帰した。この時、司馬朗は領民に寛大な政策を執る善政を敷き、領民から慕われたという。このような功績を曹操に認められ、元城県令を経て、後に中央に戻されて丞相主簿に任じられた。
その後は兗州刺史となり、内政手腕を存分に発揮して、領民に善政を敷いて多くの人々から慕われたという。
ある時に崔琰は、「貴殿の才は弟君の司馬懿殿に及ぶところではない」と司馬朗に語ったが、司馬朗は崔琰の言葉に全く気を悪くする様子もなく、笑ってそれに同意して、弟の司馬懿の才能を高く評価していたという。
217年に夏侯惇に従軍して、臧覇らと共に孫権の征伐に従軍する。しかし、そこで疫病による風邪が蔓延し、彼を含めて多くの兵士が風邪をこじらせた。そこで司馬朗は兵士達に薬を全て分け与え、自分は飲まなかったために病死した。齢47。彼の訃報を聞いた兗州の多くの人々は涙を流して、彼を偲んだという。
後に、司馬懿は亡き長兄のことを顧みて、「私は人格者としては、亡き兄上に及ばなかった」と懐古したという。

## 子
実子
- 司馬遺（明帝の時期に昌武亭侯に封ぜられる）

養子（司馬朗と司馬遺の死後に司馬朗の跡継ぎとされた）
- 義陽成王 司馬望（司馬孚の長男）